# Хмари (повість)
«Хмари» – один із ранніх творів І. Нечуя-Левицького, написаний у 1870–1871 pp, і вперше опублікований у 1874-му році в збірнику «Повісті Івана Левіцького».
Однією з основних тем повісті є взаємодія інтелігенції та народу. У творі художньо зображені два покоління інтелігенції 30–40-х і 50–60-х років ХІХ століття, які діють у часи посилення національного гноблення в Україні, утисків і заборони її мови та культури.

## Сюжет
Одного літнього дня, у місяці липні 183… року, з  міста Тули вийшла купка хлопців. Між ними був вищий од усіх – їх поводир, Степан Іванович Воздвиженський. Це були тульські семінаристи. Йшли вони до Києва. Перед ними зявилася чудова панорама Києва. На високих горах скрізь стояли церкви, дзвіниці. Тульські семінаристи пішли прямо  на гору до лаври, до митрополита. Він їх розділив: ті, хто йде до академії; ті, хто в попи. Пообідавши розійшлися на 2 боки. Одні – до лаврської  гостиниці – і жили там, доки митрополит не роздав їм парафій на Україні. Друга половина – на Поділ до академії. Там вони здали екзамен і їх було прийнято до академії (Воздвиженський був серед них).
По розкішних алеях Братського монастиря гуляли студенти з усіх кінців Російського царства. Студенти з України та Білорусії були цивілізованіші, делікатніші.  Незабаром студентів розділили по номерах. Степан Воздвиженський потрапив у 10-й номер. Разом із ним жили українець, болгарин, серб, грек і архангелець. У номері всі любили чистоту,  а Воздвиженський, здається, і не розумів, що це таке, — вдача його була  деспотична, кожному говорив «ти». Студенти дуже пили того часу, але Воздвиженський пив більше од усіх, при тому був дуже богобоязливим, навіть  вночі молився.
Українець, що жив з Воздвиженським – Василь Петрович Дашкович, родом з Черкащини, високий, з темним волоссям та розумним поглядом. Найбільше вподобав філософію, сам вивчав німецьку мову. Дуже любив чистоту (брав лінійку й вигладжував ковдру, щоб не було ні складочки).
Одного разу говорили про жінок. Дашкович: «…щоб уміла господарювати, порядок в домі подавать, і щоб уміла українських пісень співати,.. буде коло мене шити й пісню мені співати». Воздвиженський: «…Коло мене жінка буде ходить навшпиньки… А як читатиму або спатиму, то вона повинна завмерти на той час… Я голова в домі, а вона моя піддана…».
Проти  монастиря була оселя купця Сидора Петровича Сухобруса. Він мав двох дочок. Старша – Марта, менша – Степанида. Сухобрус овдовів, і ого дочки хазяйнували в господі. Дівчата кожної неділі ходили до церкви. Там їх і примітили Дашкович і Воздвиженський.
Настав останній рік академічного курсу. Воздвиженський почав записуватися в лавру, щоб показати ректорові свою віру. Він став зовсім іншим –  перед професорами гнув спину, низенько кланявся ченцям. Репутація його йшла вгору. Склали іспити митрополиту. Воздвиженський просить у ректора, щоб його  залишили в Києві, навіть вдавав із себе жениха старшої дочки ректорового товариша.  Але коли юнак дізнався, що його залишили в Києві і зробили професором в академії разом з Дашковичем, він покинув увиватися коло неї.
Хлопці пішли до Сухобруса. Після заручин була багата вечеря.
Молоді жили спочатку мирно й щасливо: Воздвиженський займав верхній поверх, Дашкович – нижній, але з часом в сім`ях росла незгода.
Сухобрус старівсі і впадав у містицизм. Почали ввижатися цапові та собачі голови. Заслаб і помер. Недовго дочки журилися – почали ділити спадок. Прочитали заповіт – флігель залишається Воздвиженським. Степанида почала сперечатися, одначе треба було з цим миритися, бо ще не було розділене батьківське добро ( частину якого потім поділили, розрубавши навпіл).
Одного вечора Марта і Степанида  з доньками гуляли біля пам’ятника. Побачили там паничів (студенти з університету). Ольга примітила одного, що вразив її серце. Незабаром Степанида задумала зробити вечірку, щоб показати дочку знайомим. Зібралися гості. Між ними був і студент, який так сподобався Ользі – Павло Антонович Радюк  (із Полтавщини, село Журбані). У них був невеликий панський будинок. Коли Павло був малий, бігав до наймитів, навчався українських пісень, казок. Мати була проти. Тому Павла відвезли в київську гімназію. Великоруська мова там панувала. Повернувшись на канікули, хлопець втратив слід української національності, вступив до університету, почав нове життя.
Якось на іменининах у Радючки Павло познайомився із панночкою, яка зумисне одягла національний костюм, - Галею Масюківною. Одного разу Павло поїхав до Масюкового хутора. Побачивши його, Галя злякалася, випустила кошик – і побігла. Іван Корнійович Масюк повів його дивитися на хазяйство. Скрізь був порядок. Олександра Степанівна (дружина) запросила до столу. Галя ж полюбила його, як уперше побачила. Галя пообіцяла Павлу, що не забуде його.
А Павло і Ольга закохалися один в одного. Наступного ж дня Ольга попросила матір навчити її  українських пісень. Покликали куховарку, Ольга записувала почуте від неї. Ввечері Радюк знову прийшов до них. Ольга заспівала йому українські пісні. Він приніс їй новий журнал, але вона сказала, що  любить французькі романи. Радюк задумався: «… буду я приносити для неї наукові книжки, то, може, трохи розів’ю її».
Другого дня Радюк купив французький роман і пішов до Ольги. Пізніше прийшла Марта сидорівна з дочкою. Радюк почав розмовляти з Мартою, а Катерина чекала, поки він заговорить до неї. Катерина заграла. Вона перейшла на українську думку  — й почала грати з душею. Всі заслухались. Вона любила Радюка, хоч знала, що без надії.
У п`ятницю Павло пішов до Дашковичів, приніс «Кобзар». Ольга сказал, що ніколи не буде говорити українською мовою. «Радюкові здалося, що хтось вистрелив  в голову!».
Після цієї пятниці скрізь у Києві заговорили про Радюка, до  вищої власті «летіли»  анонімні листи. До нього  почали чіплятися, на службу не прийняли. Їде до Петербурга. Ольга забула швидко Павла. Одного разу гуляла з матір`ю  на шосе, побачила екіпаж з військовими. Через місяць Ольга вже вінчалася  з полковником. Але він виявився бідним.
Радюк повернувся до Києва, пішов у науку. Захотілося побачити Галю. Поїхав у село. Після цього почав бувати в Маслюків. Через місяць вони повінчалися.
Професор Дашкович почав писати  про філософію Японії, Китаю, ніби це було цікавішим для нього од рідного краю, од України. Почувши, що його батько вмер, вирішив  зробити залізну плиту на його могилі і поїхав у Сегединці. Дуже здивувався, не знайшовши й сліду батьківського дому. На тому місці розрісся лопух. Вночі наснився сон, що все село входить в землю, розлилися ставки – і все залило.  Вода доходить йому до рота. Почав кричати крізь сон. Його збудили.
«…Це не сон, а мої тривожні думи заворушились… Каламутне  море заливає Україну, і вона завалюється в його…  А я  й сам  не зчувся, як тонув у тому морі і …втопив свою Ольгу й усіх своїх дітей: одбив їх од свого народу, не передав навіть їм рідної мови,.. симпатії до рідного краю, до народу. Я заблудивсь в дорозі й своїх дітей завів в якісь нетрі та пущі…».
Заслаб Дашкович на декілька днів, а потім  повернувся додому в Київ.

## Символізм назви
Головна ідея твору – протест проти насильницької русифікації, соціального і національного гніту з боку царського самодержавства, символом чого постають «чорні хмари» (звідси і перша назва твору – «Чорні хмари») – символ національного гноблення, символ усіх темних сил, які намагаються денаціоналізувати українську молодь, відірвати її від рідного народу, перетворити на прислужників російського царизму, душителів української національної культури».
Назвавши повість "Хмари", автор тим самим підкреслив, що він зацікавлений в аналізі тих безформених і неконкретних (як хмари) чинників, які затьмарюють населенню України життя, затулюють "сонце" розвитку особистого і національного.

## Реакція критиків
Від перших відгуків на повість і до сучасних літературознавчих праць про цей твір висловлювалися різні судження. Шовіністична і клерикальна преса зустріла вихід «Хмар» украй вороже. Редакція газети «Друг народа» висміювала письменника за «штучність» мови. «Киевские епархиальные ведомости» намагалися довести, що твір не відповідав історичній достовірності у зображенні духовенства.
Протилежну офіційним органам оцінку дав Михайло Драгоманов. Висловлюючись про «Хмари» як твір загалом реалістичний і цінний, критик, однак, вважав невдалим змалювання центрального образу (Радюка) передусім за його наївну боротьбу проти «чорних хмар». Олександр Кониський вважав, що І. Нечую-Левицькому не пощастило зобразити героїв, які «вивели б нас з хмар».
Найбільш об’єктивна оцінка творів І. Нечуя-Левицького про «нових людей» належить І. Франкові. Він наголошував, що головне в них – правда. «Правда без огляду на те, чи кому коли вона подобається».  І. Франко загалом акцентував, що в основі творів І. Нечуя-Левицького «лежав ідеал чоловіка діяльного і повнокровного, суспільний устрій, опертий на справедливості, гаряче бажання змінити існуючий суспільний лад».

## Видання
Оригінальний текст повісті повністю не зберігся. Є лише чорновий рукопис кількох розділів (41 арк.) з другої частини, а також рукопис трьох останніх розділів, дописаних автором пізніше. Обидва уривки зберігаються у відділі рукописів Інституту літератури ім. Т. Г. Шевченка.
Вперше уривок повісті «Хмари» під назвою «Новий чоловік» опубліковано у львівському журналі «Правда» 1873 р. (№ 3 – 9). Цього ж року «Новий чоловік» разом з оповіданням «Запорожці» накладом журналу «Правда» виданий у Львові окремою книжкою. Інший уривок з цього твору під назвою «Екзамен» надруковано також у журналі «Правда» (1874, № 7).
Перше видання твору вийшло 1874 p. y Києві у збірнику «Повісті Івана Левицького». Сюди ввійшли «Хмари», «Не можна бабі Парасці вдержатись на селі» і казка «Запорожці». У цьому виданні зроблено чимало цензурних правок. Цензура вилучила всі місця, де в негативному плані змальовано духовенство, церкву, русифікаторську політику царського уряду, а також деякі місця, в яких висвітлюється культурницька діяльність героїв твору або є їхні гострі висловлювання з національного питання. Твір складався з 12 розділів.
1883 року в журналі «Зоря» (№ 7 – 15) надруковано великий уривок з «Хмар» під назвою «Воздвиженський і Дашкович».
Друге видання вийшло у Львові 1890 р. як 35-й том «Бібліотеки найзнаменитіших повістей» у додатку до газети «Діло» за редакцією І. Белея. Воно відрізнялося від видання 1874 р. Автор дещо випустив, зробив ряд доповнень, додав, зокрема, уривок «Екзамен», вилучений цензурою у виданні 1874 р. (про порядки в Київській духовній академії). Львівське видання 1904 р. є першим повним виданням.
Останнім прижиттєвим виданням повісті є київське видання Є. Череповського 1908 року. В ньому автор розділив кінцевий 15-й розділ на три, зробивши, таким чином, всього 17 розділів. Це видання було також «проціджене» цензурою, як і видання 1874 року. Зокрема, вилучено епізод «Екзамен», гострі висловлювання Радюка тощо.